# Chaetosphaeria lignifrondentis
Chaetosphaeria lignifrondentis är en svampart som beskrevs av Réblová & W. Gams. Chaetosphaeria lignifrondentis ingår i släktet Chaetosphaeria och familjen Chaetosphaeriaceae.   Inga underarter finns listade i Catalogue of Life.